# Pronolagus rupestris
La liebre roja de Smith (Pronolagus rupestris) es una especie de mamífero lagomorfo de la familia Leporidae que habita en la fosa tectónica de Kenia, Zambia, este de Rodesia, Sudáfrica y sudoeste de África, siendo una población bastante estable. 

## Hábitat
Solo viven en zonas donde arbustos, hierbas y rocas están interlazados, buscando refugio bajo losas de piedra o hendiduras en las rocas. Se alimentan de hierba y frutos de arbustos, aunque prefieren los brotes tiernos que brotan tras un incendio.

## Descripción física
Mide de 40 a 57 cm. Las extremidades traseras miden de 7,5 a 10 cm y las orejas entre 6 y 10 cm. Su peso medio está sobre los 2 kg. El pelaje del dorso es de un tono marrón rojizo y es más fino que el pelaje interior. La cara y orejas son grises mientras que la cola y las patas son rojizas. Un rasgo que permite identificar esta especie son los puntos negros distribuidos por su pelo, algo más oscuras en la nuca. El vientre es algo sonrosado y blanquecino.

## Reproducción
Los individuos maduros pueden criar durante todo el año aunque prefieren los meses de septiembre a febrero, estimulados por las lluvias. Pueden tener hasta cuatro camadas al año. Las hembras construyen nidos con restos de plantas y pelo. 
El periodo de gestación dura tan solo un mes, tras el cual la madre dará a luz a una o dos crías altriciales, es decir, con poco pelo, los ojos cerrados y movimientos limitados a los confines del nido.

## Comportamiento
La liebre de Smith es solitaria y nocturna. Sus territorios abarcan unos 300 metros cuadrados. Son muy precavidas y pasan mucho tiempo escondidas antes de dejarse ver. Cuando son perseguidas por un depredador, huyen a gran velocidad entre las piedras y las rocas hasta un lugar seguro mientras emiten una serie de chillidos cuyo significado no se conoce del todo bien. Puede que sean para intimidar a su perseguidor o para alertar a sus congéneres.
Aunque normalmente son animales solitarios, en ocasiones pueden asociarse a damanes, los cuales les sirven como alerta e incluso pueden refugiarse en sus mismas madrigueras.